# Megamelanosoma aeschyli
Megamelanosoma aeschyli är en stekelart som beskrevs av Girault 1928. Megamelanosoma aeschyli ingår i släktet Megamelanosoma och familjen puppglanssteklar. Inga underarter finns listade i Catalogue of Life.